# Romariz
Romariz ist eine Gemeinde (Freguesia) im portugiesischen Kreis Santa Maria da Feira. In ihr leben 2739 Einwohner (Stand 19. April 2021). Oberhalb des Ortes liegt das Castro de Romariz aus dem 1. Jahrtausend v. Chr.